# Traian Udriski
Traian Udriski (n. 23 februarie 1906, Focșani, Vrancea, România – ?), fiul lt. Ion Udrisky și al Matildei. A fost un comandor, pilot din timpul celui de-al Doilea Război Mondial, ofițer al Marinei, apoi al Aviației Regale Române, care a lucrat ca instructor de zbor. El a fost pilotul Casei Regale (mai întâi neoficial, apoi statutul său a fost oficializat).

## Activitate
La începutul carierei, Traian Udriski a lucrat pe hidroavioanele Marinei, staționate în zona Techirghiol.
În 1940, fiind căsătorit cu o evreică, i s-a cerut să divorțeze, dar el a refuzat și și-a dat demisia din armată, trecând în aviația civilă, inițial ca pilot, apoi ca director de exploatare la LARES. În calitate de pilot a transportat pe front în mai multe rânduri pe Ion Antonescu, Constantin Pantazi și Gheorghe Jienescu.
Începând cu anul 1942, Udriski a fost cel care l-a inițiat în arta pilotajului pe regele Mihai, devenit în timpul exilului său pilot profesionist (în septembrie 1943, regele a obținut în România un brevet militar, apoi în exil, după absolvirea altor cursuri în SUA, licența americană de pilot civil și pilot de încercare).
A fost înaintat la gradul de locotenent-comandor aviator la 23 august 1943 și la gradul de căpitan-comandor aviator pe 23 ianuarie 1946, cu vechimea de la 23 august 1945.
După 23 august 1944 Traian Udriski a fost reintegrat în armată cu gradul de locotenent comandor și a fost numit la 20 noiembrie 1944 în funcția de adjutant regal în cadrul Casei Militare Regale. În 1945 o întâlnește pe avocata Irina Cioc (Irina Burnaia), ea însăși aviatoare, care-i va deveni soție. În 1946 se naște fiul lor, Radu. Tot după 23 august 1944 regele Mihai a cumpărat de la americanii aflați în România, din bani personali, un mic avion Beechcraft C18S, care a primit înmatricularea YR-MIT la data de 20 octombrie 1946..
În noiembrie 1947, cu ocazia nunții principesei Elisabeta a Marii Britanii (mai târziu regină), deplasarea la ceremonii a familiei regale române s-a făcut cu avionul Beechcraft C18S (en) al regelui, înmatriculat YR-MIT cu plecare de pe Aeroportul Băneasa – după uzanțe, în prezența majorității miniștrilor guvernului Petru Groza). Pe durata zborului, la manșă s-au aflat, alternativ, regele Mihai și comandorul Udriski, aterizarea efectuată la Londra de tânărul rege fiind prezentată de jurnalele de știri britanice.
La o săptămână după plecarea fostului rege, survenită în 3 ianuarie 1948, Udriski i-a dus avionul Beechcraft în Elveția, având acordul noilor autorități române. Celelalte avioane, despre care Mihai I nu avea foarte mare apreciere, fiind învechite, au rămas în țară.
Romanțându-și poate prea mult plecarea, comandorul Udriski a descris altfel plecarea sa din țară. Pe o vreme deosebit de nefavorabilă, sub pretextul că trebuie să mute avionul regelui dintr-un hangar în altul, Traian Udriski a scos avionul Beechcraft C18S pe pistă, unde îl așteptau soția și câțiva tehnicieni de zbor. Pasagerii au fost îmbarcați rapid și Udriski a decolat. El a zburat direct la München și apoi la Geneva, unde avionul a fost prezentat regelui (care locuia în Elveția). În 1950 acest avion a fost vândut (fiind reînmatriculat HB-GAA), din cauza dificultăților financiare foarte grave – la limita supraviețuirii – cu care se confrunta familia regală.
După emigrare Traian Udriski a lucrat ca pilot de linie la companii de zbor private din Orientul Apropiat (în Siria, apoi doi ani la Teheran și apoi la Beirut). În ultima perioadă a vieții sale a locuit în Cipru.

## Decorații
- Ordinul „Coroana României” în gradul de Cavaler (9 mai 1941)[19]
- Semnul Onorific de 25 ani serviți efectiv în Armata Română (6 octombrie 1944)[20]